# Callistus
Callistus — род жужелиц из подсемейства харпалин.

## Описание
Надкрылья рыже-красного цвета с чёрным рисунком. Последний сегмент щупиков на вершине заострён.

## Систематика
В составе рода:
- Callistus lunatus (Fabricius, 1775)